# Kyūshū Shinkansen
Kyūshū Shinkansen (九州新幹線 Kyūshū Shinkansen?) es una línea de Shinkansen (tren de alta velocidad) de Japón, que conecta las ciudades de Fukuoka (Hakata) y Kagoshima en Kyushu (y una extensión del Sanyo Shinkansen desde Honshu), operada por Kyushu Railway Company (JR Kyushu). Corre de manera paralela con la Línea principal Kagoshima. 
La sección sur de la línea fue inaugurada el 13 de marzo de 2004 y la sección norte el 12 de abril de 2011, aunque la ceremonia de apertura de esta última debió cancelarse debido al terremoto y tsunami ocurrido en Fukushima pocos días antes. Esta extensión permite conectar con la estación de Shin-Osaka y con Tokio tras un cambio de tren.

## Ruta de Kagoshima
La construcción de la ruta de Kagoshima (鹿児島ルート?) comenzó en 1991, y el primer segmento entre Kagoshima y Shin-Yatsushiro se inauguró el 13 de marzo de 2004. Esta sección inicial acortó el tiempo de viaje entre las dos ciudades de 130 minutos a 35 minutos, y redujo el tiempo entre Hakata y Kagoshima de cuatro horas a solo dos. Cuando finalizó la construcción de la línea completa, el tiempo de viaje entre Hakata y Kagoshima se redujo aún más, a una hora y veinte minutos. 
Los trenes Sakura y Mizuho conectan la región con la estación de Shin-Osaka a través del Sanyō Shinkansen.
En septiembre de 2011, seis meses después de la apertura de la línea completa, JR Kyushu reportó un aumento en el volumen de pasajeros del 64% en la parte sur de Kyushu (entre Kumamoto y Kagoshima), superando ampliamente el 40% esperado por la compañía. En su primer aniversario, el volumen había aumentado, en especial por la llegada de turistas de Kansai y Chugoku. Sin embargo, en el norte de Kyushu, donde existe una competencia mayor con otros servicios de transporte de JR, con el tren privado Nishi-Nippon y con los buses rápidos, el volumen creció solo en un 38%, una cifra menor a la esperada.

## Ruta de Nagasaki (Kyushu Occidental)
En el Plan Básico de Shinkansen de 1973 se incluyó el diseño de una línea Shinkansen que conectaría Fukuoka con Nagasaki, conocida como Nagasaki Shinkansen (長崎新幹線?). Renombrada como Ruta de Nagasaki (長崎ルート?) y más tarde como Ruta de Kyushu Occidental (西九州ルート Nishi Kyūshū rūto?) en 1995, la planificación de la línea se demoró tras las críticas recibidas por el aparente duplicado de la Línea principal Nagasaki y la Línea Sasebo, que conectan Shin-Tosu y la estación de Takeo-Onsen, sumado a la oposición local a la construcción de la sección final de las vías en la ciudad de Nagasaki.
Hasta 2015, el plan oficial es continuar utilizando los ferrocarriles de vía estrecha entre Shin-Tosuy Takeo-Onsen y construir una nueva línea Shinkansen de Takeo-Onsen a Nagasaki, operada por la compañía Gauge Change Trains.
 Esta nueva línea acortaría el tiempo de viaje entre ambas ciudades en media hora (de una hora y 45 minutos a una hora y 12 minutos). Si la ruta entera se acondicionara a los estándares Shinkansen, el tiempo total de viaje sería de 41 minutos.

## Otras rutas planificadas
Según el Plan Básico de Shinkansen de 1973, a las rutas de Kagoshima y de Kyushu Occidental (Nagasaki) se les sumarán dos rutas más: East Kyushu Shinkansen, de Hakata a Kagoshima-chūō vía Ōita y Miyazaki, paralela a la Línea principal Nippō; y Trans-Kyushu Shinkansen, de la estación de Kumamoto y Ōita hasta Matsuyama, Takamatsu y Osaka, conectando con la línea Shikoku Shinkansen, también planeada. Estos planes están archivados de manera indefinida y es improbable que se retomen antes de que finalicen las actuales obras en construcción de Shinkansen.

## Estaciones
Los trenes Tsubame se detienen en todas las estaciones. Los trenes Mizuho y Sakura tienen paradas en todas las estaciones marcadas con "●", mientras que algunos se detienen en las estaciones marcadas con "△".
| Estación                                     | En japonés | Distancia (en km) | Distancia de Shin-Osaka (en km) | Mizuho | Sakura | Conexiones | Ubicación           | Ubicación |
| -------------------------------------------- | ---------- | ----------------- | ------------------------------- | ------ | ------ | --- | ------------------- | --------- |
|                                              |            |                   |                                 |        |        | |                     |           |
| Ruta de Kagoshima                            |            |                   |                                 |        |        | |                     |           |
| En servicio                                  |            |                   |                                 |        |        | |                     |           |
| Hakata                                       | 博多       | 0.0               | 553.7                           | ●      | ●      | Línea Kūkō Línea Fukuhoku Yutaka, Línea Hakata-Minami, Línea principal Kagoshima Sanyō Shinkansen (cambio de trenes) | Hakata-ku (Fukuoka) | Fukuoka   |
| Shin-Tosu                                    | 新鳥栖     | 26.3              | 580.0                           |        | △      | Línea principal Nagasaki                                                                                             | Tosu                | Saga      |
| Kurume                                       | 久留米     | 32.0              | 585.7                           |        | △      | Línea principal Kagoshima, Línea principal Kyūdai                                                                    | Kurume              | Fukuoka   |
| Chikugo-Funagoya                             | 筑後船小屋 | 47.9              | 601.6                           |        | △      | Línea principal Kagoshima                                                                                            | Chikugo             | Fukuoka   |
| Shin-Ōmuta                                   | 新大牟田   | 59.7              | 613.4                           |        | △      | | Ōmuta               | Fukuoka   |
| Shin-Tamana                                  | 新玉名     | 76.3              | 630.0                           |        | △      | | Tamana              | Kumamoto  |
| Kumamoto                                     | 熊本       | 98.2              | 651.9                           | ●      | ●      | Línea principal Hōhi, Línea principal Kagoshima Tranvía de Kumamoto (Kumamoto-Ekimae)                                | Nishi-ku )Kumamoto) | Kumamoto  |
| Shin-Yatsushiro                              | 新八代     | 130.0             | 683.7                           |        | △      | Línea principal Kagoshima                                                                                            | Yatsushiro          | Kumamoto  |
| Shin-Minamata                                | 新水俣     | 172.8             | 726.5                           |        | △      | Línea Hisatsu Orange                                                                                                 | Minamata            | Kumamoto  |
| Izumi                                        | 出水       | 188.8             | 742.5                           |        | △      | Línea Hisatsu Orange                                                                                                 | Izumi               | Kagoshima |
| Sendai                                       | 川内       | 221.5             | 775.2                           |        | ●      | Línea Hisatsu Orange Línea principal Kagoshima                                                                       | Satsumasendai       | Kagoshima |
| Kagoshima-Chūō                               | 鹿児島中央 | 256.8             | 810.5                           | ●      | ●      | Línea Ibusuki Makurazaki, Línea principal Kagoshima Tranvía de Kagoshima (Kagoshima-Chūō-Ekimae)                     | Kagoshima           | Kagoshima |
|                                              |            |                   |                                 |        |        | |                     |           |
| Ruta de Kyushu Occidental (Ruta de Nagasaki) |            |                   |                                 |        |        | |                     |           |
| En construcción                              |            |                   |                                 |        |        | |                     |           |
| Shin-Tosu                                    | 新鳥栖     |                   |                                 |        |        | | Tosu                | Saga      |
| Saga                                         | 佐賀       |                   |                                 |        |        | Línea Karatsu, Línea principal Nagasaki, Línea Sasebo                                                                | Saga                | Saga      |
| En construcción, a inaugurarse circa 2023    |            |                   |                                 |        |        | |                     |           |
| Takeo-Onsen                                  | 武雄温泉   | 0.0               |                                 |        |        | Línea Sasebo | Takeo               | Saga      |
| Ureshino-Onsen                               | 嬉野温泉   |                   |                                 |        |        | | Ureshino            | Saga      |
| Shin-Ōmura                                   | 新大村     |                   |                                 |        |        | | Ōmura               | Nagasaki  |
| Isahaya                                      | 諫早       | 45.7              |                                 |        |        | Línea principal Nagasaki, Línea Ōmura Línea Shimabara                                                                | Isahaya             | Nagasaki  |
| Nagasaki                                     | 長崎       | 66.7              |                                 |        |        | Línea principal Nagasaki, Línea Ōmura Tranvía eléctrico de Nagasaki (Nagasaki-Ekimae)                                |                     | Nagasaki  |

1. 1 2  Nombre tentativo